# خافيير فالديفيا
خافيير فالديفيا (بالإسبانية: Javier Valdivia)‏ هو لاعب كرة قدم مكسيكي في مركز الهجوم، ولد في 4 ديسمبر 1941 في غوادالاخارا في المكسيك. شارك مع منتخب المكسيك لكرة القدم. أما مع النوادي، فقد لعب مع نادي غوادالاخارا.

## وصلات خارجية
- خافيير فالديفيا على موقع الاتحاد الدولي (مؤرشف)  (الإنجليزية)
- خافيير فالديفيا على موقع قاعدة بيانات كرة القدم.إي يو (الإنجليزية)
- خافيير فالديفيا على موقع ناشيونال فوتبول تيمز (الإنجليزية)
- خافيير فالديفيا على موقع Soccerway.com (الإنجليزية)
- خافيير فالديفيا على موقع عالم كرة القدم.نت (الإنجليزية)